# Jesper Juhl
Jesper Lyneborg-Falch Juhl (født 15. december 1979) er en dansk standupkomiker. Han deltog i DM i stand-up-comedy i 2003, hvor han fik en 2. plads.
Han har sammen med Christian Fuhlendorff skrevet serien Kristian, hvor han også spiller karakteren Rune.
Desuden har han arbejdet som tekstforfatter for Morgenhyrderne på Radio 100FM, på Jan Gintbergs one-man show Big Time Paranoia og været sidekick på radioprogrammet Wichmann, Gintberg & Partners på TV 2 Radio. Han var vært på programmet 'Absurdistan' sammen med journalist - og tætte ven - Kristoffer Eriksen. Samt tekstforfatter på et utal af programmer; Bl.a. Quizzen med Signe Molde med Signe Molde, Tæt på Sandheden med Jonathan Spang, Zulu Awards og Zulu Comedy Galla.

## Privatliv
Jesper Juhl er gift med sangerinden Mathilde Falch.